# Jake Layman
Jake Layman, né le 7 mars 1994 à Norwood au Massachusetts, est un joueur américain de basket-ball. Il évolue aux postes d'ailier et ailier fort.

## Biographie

### Carrière universitaire
Il passe ses quatre années universitaires à l'université du Maryland où il joue pour les Terrapins.

### Carrière professionnelle

#### Trail Blazers de Portland (2016-2019)
Le 23 juin 2016, lors de la draft 2016 de la NBA, automatiquement éligible, il est sélectionné à la 47e position par le Magic d'Orlando. Le soir même, il est transféré chez les Trail Blazers de Portland.
Le 6 juillet 2016, il signe un contrat avec les Trail Blazers de Portland et participe à la NBA Summer League 2016.

#### Timberwolves du Minnesota (2019-2022)
Le 3 juillet 2019, il signe avec les Timberwolves du Minnesota pour un contrat de 11,5 millions de dollars sur trois ans.

## Palmarès
- Third-team All-Big Ten – Media (2015)
- Honorable Mention All-Big Ten – Coaches (2015)

## Statistiques

### Universitaires
Les statistiques en matchs universitaires de Jake Layman sont les suivantes :
| Saison    | Équipe   | Matchs | Titul. | Min./m | % Tir | % 3pts | % LF | Rbds/m. | Pass/m. | Int/m. | Ctr/m. | Pts/m. |
| --------- | -------- | ------ | ------ | ------ | ----- | ------ | ---- | ------- | ------- | ------ | ------ | ------ |
| 2012-2013 | Maryland | 38     | 17     | 19,9   | 39,6  | 29,9   | 69,4 | 3,24    | 0,95    | 0,55   | 0,61   | 5,47   |
| 2013-2014 | Maryland | 32     | 28     | 31,8   | 40,1  | 36,5   | 71,9 | 4,97    | 0,94    | 1,06   | 0,84   | 11,72  |
| 2014-2015 | Maryland | 35     | 34     | 30,1   | 47,0  | 37,8   | 75,2 | 5,80    | 1,40    | 0,80   | 0,74   | 12,49  |
| 2015-2016 | Maryland | 36     | 36     | 31,4   | 50,0  | 39,6   | 83,2 | 5,25    | 1,14    | 1,11   | 1,00   | 11,56  |
| Total     | Total    | 141    | 115    | 28,1   | 44,5  | 36,2   | 75,9 | 4,78    | 1,11    | 0,87   | 0,79   | 10,18  |

### Professionnelles

#### Saison régulière
| Saison    | Équipe    | Matchs | Titul. | Min./m | % Tir | % 3pts | % LF | Rbds/m. | Pass/m. | Int/m. | Ctr/m. | Pts/m. |
| --------- | --------- | ------ | ------ | ------ | ----- | ------ | ---- | ------- | ------- | ------ | ------ | ------ |
| 2016-2017 | Portland  | 35     | 1      | 7,1    | 29,2  | 25,5   | 76,5 | 0,69    | 0,31    | 0,26   | 0,09   | 2,23   |
| 2017-2018 | Portland  | 35     | 1      | 4,6    | 29,8  | 20,0   | 66,7 | 0,46    | 0,31    | 0,17   | 0,11   | 0,97   |
| 2018-2019 | Portland  | 71     | 33     | 18,7   | 50,9  | 32,6   | 70,4 | 3,06    | 0,75    | 0,44   | 0,42   | 7,62   |
| 2019-2020 | Minnesota | 23     | 2      | 22,0   | 45,3  | 33,3   | 75,0 | 2,48    | 0,65    | 0,74   | 0,43   | 9,13   |
| 2020-2021 | Minnesota | 45     | 11     | 13,9   | 49,5  | 29,5   | 70,3 | 1,49    | 0,62    | 0,64   | 0,42   | 5,13   |
| 2021-2022 | Minnesota | 34     | 1      | 6,8    | 41,1  | 22,9   | 72,2 | 1,10    | 0,30    | 0,20   | 0,10   | 2,40   |
| Carrière  | Carrière  | 243    | 49     | 12,8   | 46,0  | 30,0   | 71,9 | 1,70    | 0,50    | 0,40   | 0,30   | 4,80   |

Mise à jour le 1er juillet 2022

#### Playoffs
| Saison   | Équipe   | Matchs | Titul. | Min./m | % Tir | % 3pts | % LF | Rbds/m. | Pass/m. | Int/m. | Ctr/m. | Pts/m. |
| -------- | -------- | ------ | ------ | ------ | ----- | ------ | ---- | ------- | ------- | ------ | ------ | ------ |
| 2017     | Portland | 2      | 0      | 8,0    | 50,0  | 100,0  | 50,0 | 0,50    | 0,50    | 0,50   | 0,00   | 3,00   |
| 2018     | Portland | 1      | 0      | 7,9    | 100,0 | 0,0    | 0,0  | 1,00    | 1,00    | 2,00   | 0,00   | 6,00   |
| 2019     | Portland | 6      | 0      | 3,4    | 14,3  | 0,0    | 75,0 | 0,67    | 0,00    | 0,00   | 0,00   | 0,83   |
| Carrière | Carrière | 9      | 0      | 4,9    | 42,9  | 16,7   | 66,7 | 0,67    | 0,22    | 0,33   | 0,00   | 1,89   |

Mise à jour le 3 septembre 2020

## Records sur une rencontre en NBA
Les records personnels de Jake Layman en NBA sont les suivants, :
| Type de statistique        | Saison régulière | Saison régulière          | Saison régulière  | Playoffs | Playoffs                          | Playoffs      |
| Type de statistique        | Record           | Adversaire                | Date              | Record   | Adversaire                        | Date          |
| -------------------------- | ---------------- | ------------------------- | ----------------- | -------- | --------------------------------- | ------------- |
| Points                     | 25               | Heat de Miami             | 5 février 2019    | 6        | @ Pelicans de La Nouvelle-Orléans | 19 avril 2018 |
| Paniers marqués            | 11               | Heat de Miami             | 5 février 2019    | 3        | @ Pelicans de La Nouvelle-Orléans | 19 avril 2018 |
| Paniers tentés             | 17               | Heat de Miami             | 5 février 2019    | 3        | 2 fois                            | 2 fois        |
| Paniers à 3 points réussis | 5                | Warriors de Golden State  | 1er novembre 2016 | 1        | Warriors de Golden State          | 24 avril 2017 |
| Paniers à 3 points tentés  | 9                | 2 fois                    | 2 fois            | 2        | @ Warriors de Golden State        | 14 mai 2019   |
| Lancers francs réussis     | 7                | Wizards de Washington     | 1er janvier 2021  | 2        | Thunder d'Oklahoma City           | 16 avril 2019 |
| Lancers francs tentés      | 9                | Wizards de Washington     | 1er janvier 2021  | 2        | 3 fois                            | 3 fois        |
| Rebonds offensifs          | 6                | @ 76ers de Philadelphie   | 23 février 2019   | 1        | @ Nuggets de Denver               | 7 mai 2019    |
| Rebonds défensifs          | 7                | Knicks de New York        | 7 janvier 2019    | 3        | Thunder d'Oklahoma City           | 16 avril 2019 |
| Rebonds totaux             | 11               | 2 fois                    | 2 fois            | 3        | Thunder d'Oklahoma City           | 16 avril 2019 |
| Passes décisives           | 4                | 2 fois                    | 2 fois            | 1        | 2 fois                            | 2 fois        |
| Interceptions              | 5                | @ Thunder d'Oklahoma City | 6 février 2021    | 2        | @ Pelicans de La Nouvelle-Orléans | 19 avril 2018 |
| Contres                    | 4                | @ Thunder d'Oklahoma City | 11 février 2019   | -        | -                                 | -             |
| Balles perdues             | 4                | 2 fois                    | 2 fois            | -        | -                                 | -             |
| Minutes jouées             | 48               | Kings de Sacramento       | 10 avril 2019     | 10       | @ Warriors de Golden State        | 19 avril 2017 |

- Double-double : 1
- Triple-double : 0

Dernière mise à jour : 15 juillet 2022